# Пойнсетт (округ, Арканзас)
Шаблон:StateAbbr_ 35°34′17″ пн. ш. 90°39′36″ зх. д. / 35.571388888889° пн. ш. 90.66° зх. д.
Округ Пойнсетт (англ. Poinsett County) — округ (графство) у штаті Арканзас. Ідентифікатор округу 05111.

## Історія
Округ утворений 1838 року.

## Демографія
За даними перепису 
2000 року 
загальне населення округу становило 25614 осіб, зокрема міського населення було 9284, а сільського — 16330.
Серед мешканців округу чоловіків було 12452, а жінок — 13162. В окрузі було 10026 домогосподарств, 7232 родин, які мешкали в 11051 будинках.
Середній розмір родини становив 2,99.
Віковий розподіл населення поданий у таблиці:
| Стать    | До 15 років | 15-21 | 22-29 | 30-39 | 40-49 | 50-65 | 65-85 | Понад 85 |
| -------- | ----------- | ----- | ----- | ----- | ----- | ----- | ----- | -------- |
| Чоловіки | 2844        | 1341  | 1278  | 1697  | 1726  | 2105  | 1351  | 110      |
| Жінки    | 2657        | 1187  | 1313  | 1756  | 1815  | 2237  | 1905  | 292      |

## Суміжні округи
- Крейггед — північ
- Міссіссіппі — схід
- Кріттенден — південний схід
- Кросс — південь
- Джексон — захід

## Виноски
1. ↑  U.S. Decennial Census. United States Census Bureau. Архів оригіналу за 4 квітня 2018. Процитовано 27 серпня 2015.
2. ↑  Historical Census Browser. University of Virginia Library. Архів оригіналу за 11 серпня 2012. Процитовано 27 серпня 2015.
3. ↑  Forstall, Richard L., ред. (27 березня 1995). Population of Counties by Decennial Census: 1900 to 1990. United States Census Bureau. Архів оригіналу за 24 вересня 2015. Процитовано 27 серпня 2015.
4. ↑  Census 2000 PHC-T-4. Ranking Tables for Counties: 1990 and 2000 (PDF). United States Census Bureau. 2 квітня 2001. Архів оригіналу (PDF) за 18 грудня 2014. Процитовано 27 серпня 2015.
5. ↑  State & County QuickFacts. United States Census Bureau. Архів оригіналу за 6 січня 2016. Процитовано 19 травня 2014.(англ.) Наведено за англійською вікіпедією.
6. ↑  American FactFinder. Бюро перепису населення США. Архів оригіналу за 26 лютого 2012. Процитовано 31 січня 2008.

| США | Це незавершена стаття з географії США. Ви можете допомогти проєкту, виправивши або дописавши її. |